# Ambassis buton
Ambassis buton är en fiskart som beskrevs av Popta, 1918. Ambassis buton ingår i släktet Ambassis och familjen Ambassidae. Inga underarter finns listade i Catalogue of Life.